# Rio del Fondaco dei Tedeschi
Il Rio del Fontego dei Tedeschi si trova tra il Sestiere di Cannaregio ed il Sestiere di San Marco. Dal Ponte di Rialto si vede l'imboccatura del rio che porta verso le parti interne del Sestiere di Castello.
Ha una lunghezza di 110 metri e collega il Canal Grande con il Rio della Fava, passando a fianco del Fondaco dei Tedeschi, un palazzo situato nel sestiere di San Marco, da cui il rio prende il nome